# Mousseaux-Neuville
Mousseaux-Neuville è un comune francese di 684 abitanti situato nel dipartimento dell'Eure nella regione della Normandia.

## Società

### Evoluzione demografica
Abitanti censiti